# Comitato paralimpico afghano
Il comitato paralimpico afghano (in lingua pashtu: د افغان پارالمپیک کمیټه) è un comitato paralimpico nazionale per lo sport per disabili dell'Afghanistan.

## Storia
A causa della guerra del 2021, gli atleti paralimpici afghani non partecipano ai giochi paralimpici di Tokyo del 2021.